# Schahr-e-Babak (Verwaltungsbezirk)
Schahr-e-Babak (persisch شهرستان شهربابک) ist ein Schahrestan in der Provinz Kerman im Iran. Er enthält die Stadt Schahr-e-Babak, welche die Hauptstadt des Verwaltungsbezirks ist. 

## Kreise
- Zentral (بخش مرکزی)
- Dehadsch (بخش دهج)

## Demografie
Bei der Volkszählung 2016 betrug die Einwohnerzahl des Schahrestan 103.975. Die Alphabetisierung lag bei 86 Prozent der Bevölkerung. Knapp 71 Prozent der Bevölkerung lebten in urbanen Regionen.
| Zensusjahr | Einwohnerzahl |
| ---------- | ------------- |
| 2011       | 90.495        |
| 2016       | 103.975       |